# Tiabongou
Tiabongou aussi orthographié Tiabangou est une commune située dans le département de Mansila, dans la province du Yagha, région du Sahel, au Burkina Faso.

## Histoire
Le 15 janvier 2019, Kirk Woodman, un géologue canadien, vice-président de la société canadienne Progress Minerals et responsable de l'exploration minière au Burkina Faso et en Côte d'Ivoire, est enlevé sur le site de Tiabangou, dans le nord-est du Burkina, par un groupe armé. Il sera retrouvé mort le lendemain, le corps criblé de balles,.